# Ligne Nyon – Crassier – Divonne
La ligne Nyon – Crassier – Divonne (NC) est une ligne de chemin de fer longue de 9,145 km, à voie unique et à écartement normal, reliant la gare suisse de Nyon à la gare française de Divonne-les-Bains.

## Histoire
Après l'octroi d'une concession par la Confédération le 28 juin 1902, la compagnie du chemin de fer Nyon-Crassier (NC) est autorisée à exploiter en partenariat avec la Compagnie des chemins de fer de Paris à Lyon et à la Méditerranée (PLM) une ligne reliant la gare de Nyon à celle de Divonne-les-Bains. Une convention signée le 9 août 1904 entre la Suisse et la France permet la construction de la ligne. À cette date, la compagnie NC charge contractuellement les Chemins de fer fédéraux suisses (CFF) d'exploiter la ligne.
Le 1er mai 1905, la ligne est mise en service sur le tronçon Nyon – Crassier. Le tronçon Crassier – Divonne, quant à lui, est mis en service le 3 novembre 1905. Le PLM met alors en correspondance des trains à la gare de Divonne.
La Première Guerre mondiale a un impact sur le trafic voyageur qui en est grandement diminué. La compagnie n'est plus rentable et le Tribunal fédéral de Lausanne prononce la faillite de la compagnie NC le 21 novembre 1921. C'est alors l'État de Vaud qui reprend la propriété de la ligne.
En 1938, les installations ferroviaires de la frontière à Crassier jusqu'à Divonne-les-Bains deviennent propriété de la Société nationale des chemins de fer français (SNCF) nouvellement créée. L'exploitation demeure néanmoins assurée entièrement par les CFF.
Durant la Seconde Guerre mondiale et jusqu'au 18 novembre 1944, le trafic en France est à nouveau interrompu. Le trafic est atteint et la ligne devient de plus en plus déficitaire. Le déficit atteint 150 000 CHF en 1950, toutefois l'accord d'exploitation entre le canton de Vaud et les CFF est maintenu.
En parallèle de cela, le trafic routier augmente et l'idée de construire une autoroute reliant Genève à Lausanne pour l'Expo64 progresse. Le trajet de cette dernière coupe la ligne après Eysins. Aussi, le 14 novembre 1960, la construction de l'autoroute (autoroute A1) est validée et marque la fin programmée de la ligne. Le 30 septembre 1962, le dernier aller et retour est effectué entre Nyon et Crassier. La ligne est alors déferrée après la gare d'Eysins jusqu'à Crassier, l'exploitation cesse. Les CFF reprennent le tronçon Nyon – Eysins à leur compte et continuent d'y proposer un service marchandises uniquement. Le service voyageurs, quant à lui, est assuré par un bus de la compagnie de transports publics de la région nyonnaise jusqu'à la gare de Crassier-La Rippe.
Le 1er juin 1980, c'est le tronçon Crassier – Divonne qui est démantelé et met fin à toute possibilité de réhabiliter la voie.
En 1999, l'embranchement vers les abattoirs de Nyon, désaffectés en 1998, est démoli.

## Parcours

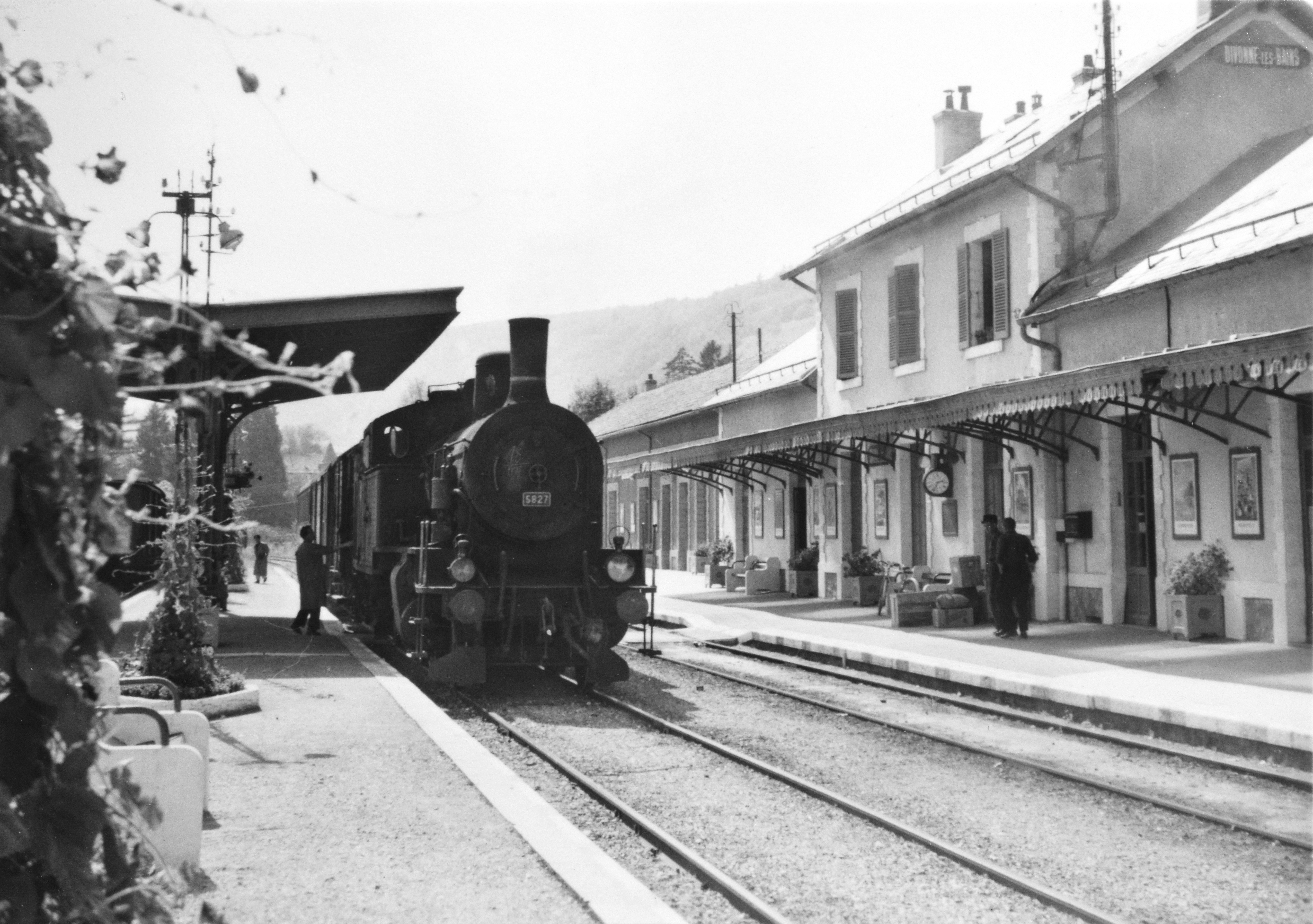
Gare de Divonne-les-Bains, 1961

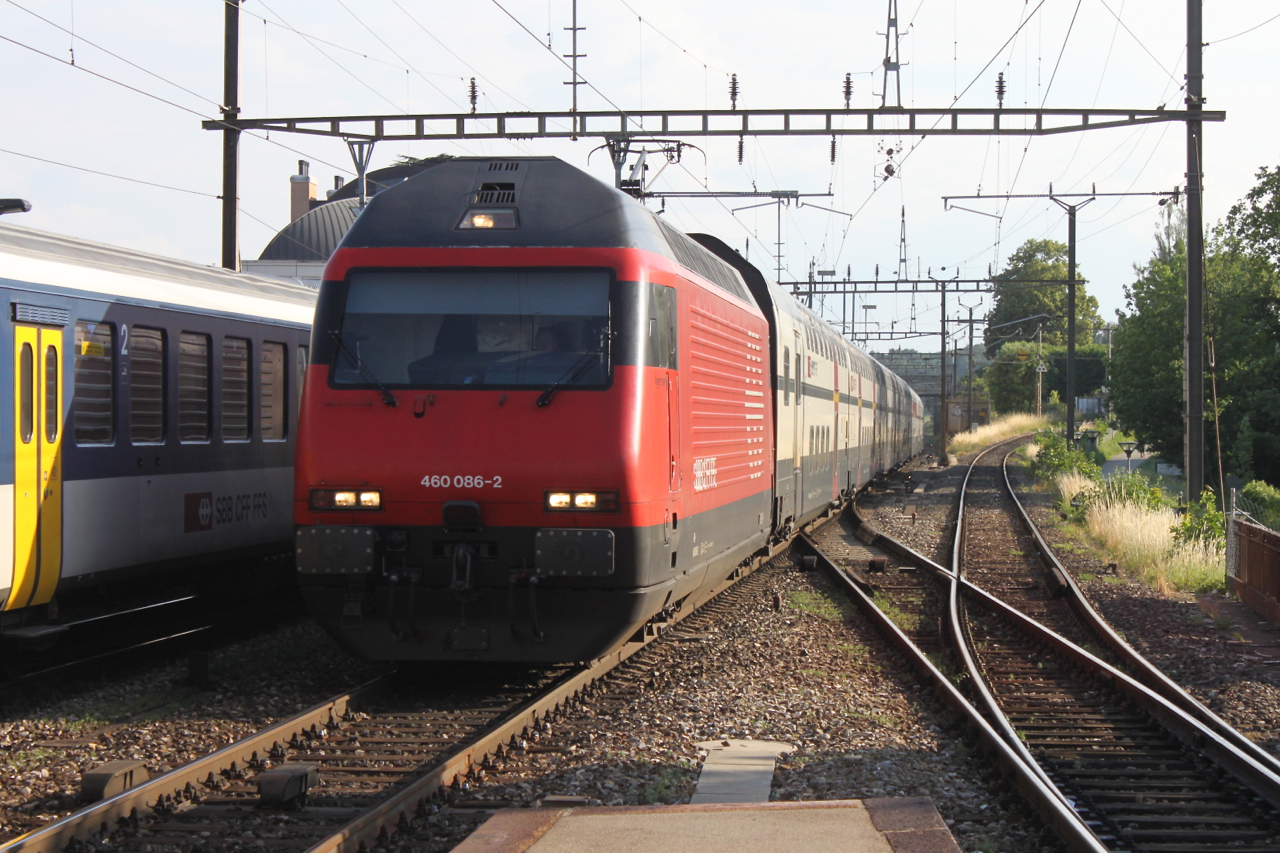
Sur la droite, embranchement marquant le début de la ligne à la gare de Nyon.

D'une longueur totale de 9,145 km, dont 5,944 km en Suisse et 3,201 km en France, la ligne Nyon – Crassier – Divonne, non électrifiée et d'une rampe maximale de 15 ‰, est à voie normale.
La ligne part de la voie 4 de la gare de Nyon où un embranchement la détache de la ligne Lausanne – Genève. Elle traverse la route principale 123 puis jusqu'à la gare d'Eysins-Signy, elle est reliée à plusieurs voies secondaires de manœuvre et des raccordements industriels privés tel que celui des abattoirs de Nyon. Depuis le 29 septembre 1962 et la construction de l'autoroute A1 le terminus de la ligne se trouve après cette gare. Auparavant, la ligne continuait le long de la rive gauche du Boiron en franchissant un de ses affluents. Au point kilométrique 4,6 au sud de la commune de Borex se trouvait la gare de Borex-Arnex. La ligne continuait jusqu'à la gare de Crassier-La Rippe puis, 44 m plus loin franchissait la frontière entre la France et la Suisse. De là, elle longeait l'actuelle Route départementale 984c puis contournait la ville par le sud-est jusqu'à la gare de Divonne-les-Bains, terminus de la ligne qui se prolongeait par la ligne de Collonges - Fort-l'Écluse à Divonne-les-Bains (frontière).